# 마다가스카 3: 이번엔 서커스다!
《마다가스카 3: 이번엔 서커스다!》(Madagascar 3: Europe's Most Wanted)는 드림웍스 애니메이션에 의해 2012년 개봉된 컴퓨터 애니메이션 코미디 영화이다.

## 줄거리
마다가스카 3에서는 아직도 뉴욕의 동물원으로 돌아갈 계획인 알렉스, 마티, 멜먼, 글로리아와 레무리들은 친구들을 찾기 위해 유럽을 여행한다. 그곳에서 만나는 강아지 조각과 침팬지 친구들도 함께 이 모험에 참여하게 된다.
하지만 도둑질 경력이 있는 동물 사냥꾼에게서 자신들의 정체를 드러내고 도망쳐야 하는 혼란스러운 상황에 처한다. 탈출을 위해 마침 미국에서 온 서커스에 합류하게 되는데, 알렉스는 서커스의 아름다운 재규어와 사랑에 빠지고 다른 동물들은 새로운 직업과 목표를 찾게 된다.
하지만 동물 사냥꾼은 끝까지 쫓아오며 알렉스에게 위협이 된다. 결국 동물들의 진실을 알고 서커스에서 배척당하게 되지만, 동물원 친구들도 다시 함께 모여서 마지막 전투를 치른다.
동물 사냥꾼은 물론 알렉스와 친구들은 힘을 합쳐 승리하고, 최종적으로 새로운 시작을 위해 서커스에 속해 뉴욕의 동물원으로 돌아가기로 결심한다.

## 한국판 성우진
- 성완경 : 알렉스(사자) 역
- 이인성 : 마티(얼룩말) 역
- 송준석 : 멜먼(기린) 역
- 이선 : 글로리아(하마) 역
- 장광 : 스키퍼 역
- 오인성 : 코왈스키 역
- 정재헌 : 리코 역
- 이원찬 : 프라이빗 역
- 이철용 : 줄리언대왕 역
- 노민 : 모리스 역
- 엄상현 : 모트 역
- 안장혁 : 비탈리(호랑이) 역
- 최석필 : 스테파노 역
- 조현정 : 지아 역
- 전숙경 : 듀브아 역